# Sato Kilman
Sato Kilman (Malakula, 30 de diciembre de 1957) es un político vanuatense que ocupó el cargo de primer ministro de Vanuatu desde el 4 de septiembre hasta el 6 de octubre de 2023. Ya había ocupado el cargo en cuatro ocasiones, desde el 11 de junio de 2015 hasta el 11 de febrero de 2016, desde el 26 de junio de 2011 hasta el 23 de marzo de 2013, del 2 de diciembre de 2010 hasta el 24 de abril de 2011 y del 13 de mayo de 2011 al 16 de junio de ese año. Lidera el Partido Progresista del Pueblo.

## Trayectoria
Desde 2004 Kilman fue el principal opositor al gobierno de Serge Vohor, siendo especialmente crítico con sus relaciones con Taiwán. En diciembre de 2004 apoyó una moción de censura que convirtió a Ham Lini en primer ministro. Kilamn fue nombrado ministro de Asuntos Exteriores en el gobierno de Lini. Tuvo que dimitir en julio de 2007 por las implicaciones de uno de sus secretarios en casos de corrupción. Tras las elecciones generales de 2008 su partido pasó a la oposición, como parte del bloque Alianza. En marzo de 2009 se convirtió en el líder de la oposición al ser la Alianza el grupo con más diputados. El 2 de diciembre de 2010 fue nombrado primer ministro al no superar Edward Natapei una moción de censura.
En abril de 2011 él tampoco superó una moción de censura, por un solo voto de diferencia, pasando a ser primer ministro Serge Vohor. Sin embargo, la elección de Vohor fue considerada ilegal al lograr sólo una mayoría relativa y no absoluta por un solo voto, por lo que Kilman volvió a ser primer ministro en mayo. Su nuevo mandato sólo duro hasta junio, ya que Edward Natapei también reclamó ante la justicia la moción de censura que había aupado al poder a Kilman. El presidente del Tribunal Supremo vanuatense declaró ilegal la elección de Kilman porque la votación no fue secreta, por lo que Natapei fue declarado primer ministro interino.
El 26 de junio de 2011 Kilman fue elegido de nuevo primer ministro, venciendo por seis votos a Vohor en la votación.
Conservó la confianza del Parlamento después de las elecciones generales de octubre de 2012, formando un amplio gobierno de coalición.
El 20 de marzo de 2013, el ministro de Justicia y Bienestar Social, Thomas Laken, y el ministro de Negocios, Marcellino Pipite,  se pasaron a la oposición, junto con seis funcionarios del gobierno. A falta de una mayoría con la que gobernar, Kilman anunció su renuncia al día siguiente, antes de que se pudiera presentar una moción de censura en su contra. El 23 de marzo, el Parlamento eligió a Moana Carcasses Kalosil para sucederle.
El 15 de mayo de 2014, Carcasses fue derrocado por una moción de censura. El nuevo primer ministro, Joe Natuman, nombró a Kilman su ministro de Asuntos Exteriores y Comercio. A principios de junio de 2015, Natuman lo despidió por haber dicho públicamente que podía apoyar una moción de censura contra el gobierno.
El 11 de junio de 2015, Kilman volvió a ser primer ministro. Reemplazó a Joe Natuman a través de un voto de censura, después de haber sido despedido como ministro de Relaciones Exteriores por Natuman la semana anterior.
En octubre de 2015, la mitad de los parlamentarios del gobierno de Kilman, incluido el vice primer ministro Moana Carcasses y varios otros ministros, fueron encarcelados por soborno. Kilman se negó a hacer comentarios públicos durante el caso, y permitió que los parlamentarios condenados permanecieran en sus puestos como ministros del gobierno hasta el momento de su encarcelamiento. Su percepción de falta de liderazgo durante la crisis, y su negativa a asumir la responsabilidad de la corrupción dentro de su gobierno, fue ampliamente criticada y llevó a llamamientos a su renuncia.
El 4 de septiembre de 2023, regresó como primer ministro en sustitución de Ishmael Kalsakau. Kilman dijo a sus compañeros parlamentarios que su principal preocupación sería "revisar la política exterior para que beneficie más a Vanuatu", así como también buscar "nuevos mercados de exportación". La elección del primer ministro se produjo como resultado de una crisis política, lo que llevó a la destitución del ex primer ministro Kalsakau "por acciones que incluyen la firma de un pacto de seguridad con Australia".